# 711. Infanterie-Division
La 711. Infanterie-Division (711ª Divisione di fanteria) fu un'unità della Wehrmacht operativa durante la seconda guerra mondiale.

## Storia
| Luogo                     | Periodo             |
| Germania                  | mag 1941 - ago 1941 |
| Francia                   | ago 1941 - set 1944 |
| Paesi Bassi               | set 1944 - dic 1944 |
| Ungheria e Cecoslovacchia | dic 1944 - mag 1945 |

La 711. Infanterie-Division fu fondata il 1º maggio 1941 in Germania per essere inviata in Francia il 5 di giugno in veste di truppa d'occupazione impegnata nella lotta antipartigiana e nella sorveglianza delle coste della Manica, compito che ricoprì sempre sotto la 15ª Armata ma in corpi d'armata differenti.
Il 1º maggio 1944 la divisione fu dislocata in Normandia alle dipendenze del Panzergruppe West (gruppo corazzato ovest) prima e della 5ª Armata corazzata poi. Qui cercò di contrastare lo sbarco alleato iniziato il 6 giugno dello stesso anno, e un suo sottufficiale si macchiò di un crimine di guerra giustiziando otto paracadutisti inglesi presi prigionieri. In ogni caso la 711. Infanterie-Division subì ingenti perdite, motivo per cui il 16 settembre fu ritirata a Rotterdam, di nuovo con la 15ª Armata, dove ricevette rinforzi che ne rinnovarono l'organico, subito però reimpiegati in azione per evitare il successo dell'operazione Market Garden di Montgomery, cosa che assieme ad altre unità riuscì a fare.
Il 26 novembre 1944 i soldati della divisione ricevettero l'ordine di raggiungere l'Ungheria dove, nel marzo 1945, partecipò all'operazione Frühlingserwachen con la 6ª Armata terminata in una sconfitta. Ridotta ad un kampfgruppe, l'unità continuò a battersi contro l'Armata Rossa fino all'8 maggio 1945, quando si arrese in Repubblica Ceca.

## Ordine di battaglia
1941: coste della Manica
- 731. Infanterie-Regiment (731º reggimento di fanteria)
- 744. Infanterie-Regiment
- 651. Artillerie-Abteilung (651º battaglione di artiglieria)
- 711. Pionier-Kompanie (711ª compagnia del genio militare)
- 711. Nachrichten-Kompanie (711ª compagnia trasmissioni)
- 711. Versorgungseinheiten (unità di supporto)

1943: coste della Manica
- 731. Grenadier-Regiment (731º reggimento granatieri)
- 744. Grenadier-Regiment
- 651. Artillerie-Regiment
- 711. Pionier-Bataillon
- 711. Panzerjäger-Kompanie (711ª compagnia cacciacarri)
- 711. Nachrichten-Abteilung
- 711. Feldersatz-Bataillon (711º battaglione rimpiazzi)
- 711. Versorgungseinheiten

1945: Ungheria e Repubblica Ceca
- 731. Grenadier-Regiment
- 744. Grenadier-Regiment
- 763. Grenadier-Regiment
- 1711. Füsilier-Bataillon (1711º battaglione fucilieri)
- 1711. Artillerie-Regiment
- 711. Pionier-Bataillon
- 711. Panzerjäger-Kompanie
- 711. Nachrichten-Abteilung
- 1711. Feldersatz-Bataillon
- 711. Versorgungseinheiten

Dati tratti da:

## Comandanti
| Nome                                            | Grado           | Inizio         | Fine           |
| Dietrich von Reinersdorff-Paczensky und Tenczin | Generalmajor    | 28 aprile 1941 | 1º aprile 1942 |
| Wilhelm Haverkamp                               | Generalmajor    | 1º aprile 1942 | 15 luglio 1942 |
| Friedrich-Wilhelm Deutsch                       | Generalleutnant | 15 luglio 1942 | 1º aprile 1943 |
| Josef Reichert                                  | Generalleutnant | 1º aprile 1943 | 14 aprile 1945 |
| von Watzdorf                                    | Oberst          | aprile 1945    | sconosciuta    |
| Jobst von Bosse                                 | Oberst          | sconosciuto    | 8 maggio 1945  |